# القريشية (البيضاء)

تعديل مصدري - تعديل

القريشية هي أحد مدن محافظة البيضاء اليمنية. بلغ تعداد سكانها 696 نسمة حسب التعداد السكاني في اليمن لعام 2004.